# Käymärivier
De Käymärivier (Zweeds: Käymäjoki) is een rivier, die stroomt in de Zweedse  gemeente Pajala. De rivier ontstaat als afwateringsrivier van het moerasmeer Liekojärvi en stroomt dan zuidoostwaarts door het Lompolojärvi en daarna het Käymäjärvi. De rivier is ruim 31 kilometer lang en stroomt door onbewoond gebied.